# موزس ديكسون
موزس ديكسون (1824-1901)، أمريكي مناصر للتحرير من العبودية، وجندي، وقسيس ومؤسس لمنظمة فرسان الحرية السرية، التي خططت لتمرد العبيد في الولايات المتحدة وساعدت المستعبدين الأمريكيين من أصل إفريقي على التحرر عبر السكك الحديدية تحت الأرض. أسس أيضًا منظمة النظام الدولي للفرسان الإثني عشر وبنات التابور للمساعدة الذاتية للسود، وكان أحد المؤسسين المشاركين لجامعة لينكولن.

## النشأة
ولد موسى ديكسون حرًا في سينسيناتي، أوهايو، في 5 أبريل 1824. توفي والده روبرت حين كان في الثامنة من عمره، وتوفيت والدته هانا حين كان في سن الرابعة عشرة. كان لديه خمس أخوات وثلاثة إخوة. تدرب كحلاق في فترة مراهقته. في سن السادسة عشرة، بدأ جولة في الجنوب لمدة ثلاث سنوات، وعمل حلاقًا متجولًا في البواخر. أقنعه ما شاهده في رحلاته بالعمل من أجل إلغاء العبودية.

## فرسان الحرية وتمرد العبيد
في 12 أغسطس 1846، التقى ديكسون بأحد عشر شابًا آخر في الطابق الثاني من منزل طوب قديم في شارع غرين وشارع سيفينث (اللذين غيرت اسماؤهما لاحقًا إلى جادة لوكاس) في سانت لويس، ميسوري لوضع خطة لإنهاء العبودية في الولايات المتحدة. شكلوا منظمة سرية تعرف باسم فرسان الحرية خططت لبدء تمرد وطني ضد العبودية. قال ديكسون خلال مقابلة مع دنفر بوست في 4 يوليو 1901، والتي أعيدت طباعتها في مجلة مينيابوليس، عن المنظمة: «أُنشئت لتنظيم العبيد في جميع أنحاء الجنوب، وتدريبهم، والإضراب من أجل الحرية في غضون عشر سنوات من ذلك الوقت». أدى الرجال يمين السرية الذي ينص: «من الممكن أن أموت، لكن لا يمكنني أن أكشف عن اسم أي عضو حتى يتحرر العبيد».
في نهاية العشر سنوات، ازداد عدد هؤلاء الرجال الإثني عشر ليصبحوا شبكة مقاومة تضم 42 ألف رجل على امتداد جميع الولايات جنوبية باستثناء تكساس وميسيسيبي، وفقًا لديكسون. التقى هؤلاء الرجال المسلحون سرًا في الليل وحفروا للتمرد. وقال ديكسون لمراسل صحيفة بوست: «كانت خطة التمرد كاملة، أُمرت القوات بالتمركز في أتلانتا، جورجيا. توقعنا أن تصل أعدادنا لنحو 200 ألف رجل حين وصلنا إلى أتلانتا». في يوليو 1857، كان الرجال مستعدين للانطلاق. كانت أوامر ديكسون لهم هي «ترك النساء والأطفال»، والإفراج المشروط عن غير المقاتلين، ومعاملة السجناء معاملةً جيدة، والاستيلاء على جميع الذخائر. وأمرهم: «بالتقدم، والقتال والانتصار، أو ترك أجسادهم في ساحة المعركة».
تحدد يوم التمرد الوطني، ولكن قبل حلول الوقت أصبح واضحًا للقادة أن العلاقة بين الشمال والجنوب أصبحت متوترة للغاية فتقرر تأجيل التمرد. كانت الحرب الأهلية على وشك الاندلاع. قرر ديكسون أن هناك «سلطة أعلى»، وأخبر فرسان الحرية أن «ينتظروا، ويتحلوا بالصبر، ويتماسكوا، ولا يكسروا الصفوف، وأن يثقوا بالرب».
بعد أن غيّر رأيه بشأن التمرد، تحدث ديكسون إلى جون براون المناصر لإلغاء العبودية في دافنبورت قبيل إغارة براون على هاربرس فيري برفقة 16 رجلًا أسود في 16 أكتوبر 1859. وحاول إقناعه، وأخبره أن الحركة سابقة لأوانها. لكن براون مضى قدمًا على أي حال.

## حياته الشخصية
تزوج ديكسون من ماري إليزابيث بوتشر بيترز في غالينا، إلينوي في 5 أكتوبر 1848. أنجبا ابنة واحدة، سُميت مامي أوغستا. عملت ماري إليزابيث في السكك الحديدية تحت الأرض، وسافرت مع زوجها في جولاته الخطابية حول إلغاء العبودية في جميع أنحاء البلاد، وشاركت في تأسيس منظمة الإثني عشر، وكانت «عاملة مخلصة ومتحمسة» في الكنيسة الميثودية الأسقفية الإفريقية. عُرفت باسم الأم ديكسون، في حين كان يشار إلى زوجها باسم الأب ديكسون. وُصف زواجهما بأنه كان شراكة متساوية. توفت ماري إليزابيث في عام 1891، وذُكرت أنثى رائدة مبكرة في الأعمال الخيرية السوداء.

## وفاته
توفي موسى ديكسون الموقر بسبب حمى التيفوئيد في 28 نوفمبر 1901. حضر جنازته في كنيسة سانت بول الميثودية الأسقفية الإفريقية في سانت لويس الآلاف من الناس من جميع أنحاء الولايات المتحدة. دفن في مقبرة الأب ديكسون في كريستوود، ميزوري.

## وصلات خارجية
- موزس ديكسون على موقع فايند أغريف